# Barrett M95
Das Barrett M95 (auch als Modell 95M bezeichnet) ist ein .50-BMG-Kaliber-Anti-materiel rifle des US-amerikanischen Herstellers Barrett Firearms Manufacturing, Inc.
Das M95 wird seit 1995 produziert und ist eine Weiterentwicklung des Modells Barrett M90, das vornehmlich eine für zivile Zwecke einfachere und billigere Variante des militärischen Scharfschützengewehrs Barrett M82A1 darstellte. Im Unterschied zum weithin bekannten M82 ist das M95 wie das M90 im Bullpup-Design konstruiert und kein Selbstlader. Mit dem Bullpup-Design ist bei gleicher Lauflänge die Gesamtlänge der Waffe kürzer. Aus diesem Grund wurde der Abzug um 25 mm nach vorn verlegt, um die Ergonomie der Waffe daran anzupassen. Weitere Änderungen sind der hartverchromte Lauf, der leicht veränderte Kammerstängel sowie kleinere Verbesserungen im Abzugmechanismus.
Die Waffe funktioniert nach dem Mauserverschlusssystem-Prinzip mit einem Fünf-Schuss-Magazin und ist demzufolge ein Repetiergewehr.
Das M95-Gewehr besteht im Wesentlichen aus dem Lauf mit Gehäuse, der Bodenplatte, dem Abzug, dem Verschluss und dem Zweibein. Die Bodenplatte und das Abzugsgehäuse sind modular aufgebaut und versteifen das Gehäuse. Das Gehäuse besteht aus zwei Leichtbau-Stahlteilen, die mit zwei Stiften fixiert werden. Die obere Hälfte beinhaltet die Wechselschiene M1913 für die optischen Visiere. Der Verschlussträger besteht aus zwei maschinell gefertigten Teilen und gleitet in zwei Führungsschienen im unteren Gehäuse. Der massive Verschluss wird mit drei Verriegelungswarzen im Lauf verriegelt. Das Zweibein wurde an dem des M60 angelehnt.
Die US Army verglich 1999 das M95 und die XM107 (technischer Vorläufer der späteren Ausführungen des M82/M107, jedoch ebenfalls ein Repetiergewehr). Das M95 gewann die Ausschreibung und wurde in geringer Stückzahl für spätere Forschungen und Tests gekauft. Laut Hersteller soll die Waffe in 15 Staaten, in militärischen sowie anderen staatlichen Einheiten, angewendet werden.
Die Waffe kann für zivile Zwecke in den USA erworben werden und kostet etwa 6.000 US-Dollar.